# Џупитер Инлет Колони (Флорида)
Џупитер Инлет Колони (енгл. Jupiter Inlet Colony) град је у америчкој савезној држави Флорида. По попису становништва из 2010. у њему је живело 400 становника.

## Демографија
Према попису становништва из 2010. у граду је живело 400 становника, што је 32 (8,7%) становника више него 2000. године.
| Група             | 2000.       | 2010.       |
| Белци             | 367 (99,7%) | 378 (94,5%) |
| Афроамериканци    | 0 (0,0%)    | 0 (0,0%)    |
| Азијати           | 0 (0,0%)    | 3 (0,8%)    |
| Хиспаноамериканци | 0 (0,0%)    | 5 (1,3%)    |
| Укупно            | 368         | 400         |